# آنجلینا (سانتا کاتارینا)
آنجلینا (به پرتغالی: Angelina) یک منطقهٔ مسکونی در برزیل است که در سانتا کاتارینا واقع شده‌است. آنجلینا ۴٬۷۴۳ نفر جمعیت دارد.